# Peter O'Neill
Pour les articles homonymes, voir O'Neill.
Peter O'Neill (né le 13 février 1965 dans le district d'Ialibu-Pangia en Papouasie-Nouvelle-Guinée) est un homme politique et homme d'affaires papou-néo-guinéen. Il est Premier ministre du 2 août 2011 au 30 mai 2019. Son élection est déclarée illégale par la Cour suprême le 12 décembre 2011, mais il est soutenu par une majorité parlementaire, et reconnu par le gouverneur général le 19 décembre. Les élections législatives de juin-juillet 2012 lui confèrent un mandat incontesté. Le 26 mai 2019 il annonce sa démission prochaine du poste de Premier ministre à la suite de critiques concernant un contrat avec Total, et de la défection de ministres et de députés. Son ancien ministre des Finances James Marape, qui avait démissionné du gouvernement en avril et rejoint l'opposition, lui succède le 30 mai.

## Jeunesse, et débuts en politique
Il est né d'un père magistrat originaire d'Australie, et d'une mère papou-néo-guinéenne autochtone des Hautes-Terres méridionales, dans ce qui est alors la colonie australienne du territoire de Papouasie-Nouvelle-Guinée.
En 1988, il obtient une licence en comptabilité à l'Université de Papouasie-Nouvelle-Guinée. Il travaille ensuite pour des entreprises de comptabilité, avant de devenir président du conseil d'administration de diverses entreprises, et notamment de Remington Technologies Ltd. depuis 1999.
Il fait son entrée en politique en 2002, élu député de la circonscription de Ialibu-Pangia au Parlement, en tant que membre du parti Congrès national populaire, dont il prend la tête en 2006. Il est nommé ministre du Travail et des Relations industrielles par le Premier ministre, Sir Michael Somare, puis ministre du Service public en 2003. Ayant rejoint les rangs de l'opposition, il est ensuite chef de l'opposition officielle au gouvernement Somare de 2004 à 2007. Réélu député lors des élections législatives de juin 2007, qui voient Somare reconduit à la tête du pays, O'Neill est invité à intégrer le gouvernement de coalition. Il est nommé ministre du Commerce et de l'Industrie, avant d'être nommé ministre des Finances début 2010, remplaçant Patrick Pruaitch, qui avait démissionné après avoir été accusé de corruption,,.

## Accession au pouvoir, et crise constitutionnelle
En avril 2011, Sir Michael Somare est hospitalisé à Singapour pour problèmes cardiaques, et la direction du gouvernement est alors assurée par intérim par Sam Abal. En juin, la famille de Somare annonce que le Premier ministre ne serait pas en état de reprendre ses fonctions à sa sortie de l'hôpital. Abal redistribue certains portefeuilles ministériels, restituant Pruaitch au ministère des Finances, et faisant de O'Neill le ministre des Travaux publics et des Transports, ce qui fut perçu comme une rétrogradation. Le 2 août, O'Neill et deux autres ministres quittent le gouvernement et rejoignirent les rangs de l'opposition, permettant au chef de l'opposition, Belden Namah, d'instituer une motion de censure parlementaire à l'encontre d'Abal. Abal est destitué par les députés le jour-même, et Namah propose O'Neill comme candidat à sa succession. O'Neil est élu Premier ministre par le Parlement, avec soixante-quatorze voix contre vingt-quatre. Il est ensuite, l'après-midi même, formellement nommé Premier ministre par le gouverneur général Michael Ogio, au nom de la reine,,,.
Le 12 décembre 2011, la Cour suprême annule la déclaration parlementaire du 2 août de vacance du poste de Premier ministre ainsi que l'élection suivante de Peter O'Neill, les considérant comme illégales, et ordonne la restauration immédiate de Sir Michael Somare dans ses fonctions de Premier ministre. En outre, la Cour annonce que O'Neill sera poursuivi pour outrage à la Cour, pour avoir tenté de destituer le président de la Cour, Sir Salamo Injia, juste avant le jugement. O'Neill rejette le jugement, s'appuyant sur une majorité parlementaire, mais le gouverneur général, Sir Michael Ogio, nomme Somare au poste de Premier ministre.
Le 14 décembre, le Parlement destitue Ogio. Jeffrey Nape, président du Parlement, devient alors automatiquement gouverneur général par intérim. Nape confirme alors qu'O'Neill est Premier ministre, défiant la Cour suprême,.
Le 19 décembre, Ogio indique qu'il a fait erreur en reconnaissant Somare. Prenant en compte le soutien dont bénéficie O'Neill au Parlement, il reconnaît à nouveau O'Neill, et se voit restauré lui-même à ses fonctions. O'Neill semble également soutenu par les hauts fonctionnaires, ainsi que par la police et les forces armées. Somare maintient néanmoins qu'il est le Premier ministre légitime,,.
Le 3 août 2012, à la suite des élections législatives, O'Neill est confirmé au poste de Premier ministre par les députés. Sir Michael Somare lui apporte son soutien, mettant fin à la crise constitutionnelle. Un an plus tard, de nombreux députés ayant rejoint sa majorité, il dispose du soutien de 101 députés ; l'opposition parlementaire, dirigée par Belden Namah, ne comprend alors que dix membres.
En juin 2014, la justice ordonne son arrestation sur soupçon de détournement de fonds publics. Le chef de la police, Jeoffrey Vaki, refuse d'exécuter l'ordre. En juillet 2015, Vaki est condamné pour cette raison à trois ans de prison ferme et de travaux forcés.
En mai 2016, le mandat d'arrêt à l'encontre de Peter O'Neill n'ayant toujours pas été exécuté, des étudiants de l'université de Papouasie-Nouvelle-Guinée et de l'Université de technologie à Lae boycottent massivement leurs cours et manifestent, exigeant sa démission. Le 23 mai, après plus de deux semaines de boycott des cours, O'Neill publie une réponse aux étudiants, indiquant qu'il ne démissionnera pas. Le 31 mai, quelque 250 étudiants, et autant d'autres citoyens, s'assemblent paisiblement devant le Parlement pour protester contre ce refus. Le 8 juin, la police ouvre le feu sur une manifestation étudiante, après des jets de pierres contre la police par des étudiants. Vingt-trois manifestants sont blessés, dont quatre grièvement, et plusieurs policiers sont également blessés. À la demande de l'Université de Papouasie-Nouvelle-Guinée, un tribunal au lendemain de ces événements interdit toute nouvelle manifestation étudiante, et ordonne aux étudiants de retourner en cours.
Le 11 juillet 2016, les anciens Premiers ministres Sir Michael Somare et Sir Mekere Morauta l'appellent à démissionner. Ils l'accusent d'atteinte à la démocratie et de mépris de l'État de droit.
Le 2 août 2017, il est réélu à son poste de Premier ministre (par 60 voix contre 46 défavorables) et il forme un gouvernement intérimaire de 7 membres le lendemain, 3 août, . En décembre 2017, la Cour suprême invalide le mandat d'arrêt à son encontre, pour vice de procédure.
Le 11 avril 2019, James Marape, ministre des Finances depuis 2012 et également vice-Premier ministre, quitte subitement le gouvernement, invoquant un manque de confiance mutuelle entre lui Peter O'Neill et un manque d'écoute de la part de ce dernier. Certains médias annoncent la démission également de Solan Mirisim, le ministre de la Défense, mais celui-ci dément. Peter O'Neill nomme au ministère des Finances Sam Basil, qui avait été vice-chef de l'Opposition parlementaire de 2012 à 2018. Le 18 avril, le ministre de la Justice Davis Steven démissionne à son tour, accusant « ceux qui sont au pouvoir » d'attenter à l'État de droit et de saper les « institutions importantes de l'État pour servir les intérêts d'un petit nombre de personnes ».
Après la défection de plusieurs autres ministres et députés qui rejoignent l'opposition, le 26 mai Peter O'Neill annonce sa démission imminente du poste de Premier ministre et son souhait que Sir Julius Chan lui succède comme dirigeant par intérim d'un gouvernement désormais minoritaire au Parlement,,. Julius Chan ne sollicite toutefois pas le poste, et le 30 mai les députés choisissent le candidat de l'Opposition, James Marape, pour la fonction de Premier ministre.

## Politiques
Dès son accession à la tête du gouvernement au mois d'août 2011, O'Neill annonce que l'éducation sera rendue gratuite (financée par l’État) à partir de l'année scolaire suivante. La mesure est intégrée au budget voté par le Parlement en décembre.
En janvier 2012, O'Neill annonce la gratuité immédiate des soins de santé dans tous les hôpitaux publics.
Ces deux mesures sont dénoncées par l'opposition comme des effets d'annonce illusoires à visée électoraliste, à quelques mois des élections législatives. Sam Abal, vice-chef de l'opposition officielle, affirme que les modalités de mise en œuvre de ces mesures en pratique n'ont pas été décidées ou annoncées.
Pour 2013, le gouvernement accroît le budget de la santé, de l'éducation et de la sécurité de 50 %, pour répondre aux besoins criants dans ces domaines.
En avril 2013, il annonce son intention d'imposer des peines plus dures pour lutter contre la criminalité. Le viol entraînerait désormais une peine de prison à vie sans possibilité de libération conditionnelle, et la peine de mort serait appliquée pour les crimes les plus graves. (Il n'y avait pas eu d'exécutions dans le pays depuis 1954, pendant l'ère coloniale.) En outre, pour endiguer les meurtres à l'encontre de personnes soupçonnées de sorcellerie, un meurtrier ne bénéficierait plus de circonstances atténuantes lorsque sa victime était supposée être un sorcier,.
Fin janvier 2014, O'Neill rencontre le président de la province autonome de Bougainville, John Momis, à Buka, capitale par intérim de la province. Il s'agit de la première visite d'un chef de gouvernement papou-néo-guinéen à Bougainville depuis la guerre civile achevée en 2000. Cette visite participe au processus de réconciliation et de consolidation du processus de paix. Visitant la mine de Panguna, site d'origine du conflit, O'Neill présente les excuses du gouvernement à la population de Bougainville pour leur souffrance durant la guerre.
En février 2014, son gouvernement met en place une politique de gratuité des soins médicaux de base, désormais financés par l'État.

## Carrière ultérieure
En mars 2024 il est nommé ministre fantôme du logement, du travail, de l'immigration et de l'huile de palme, dans le cabinet fantôme de l'opposition parlementaire que mène Douglas Tomuriesa,.